# Comusia pallidula
Comusia pallidula är en skalbaggsart som beskrevs av Holzschuh 2005. Comusia pallidula ingår i släktet Comusia och familjen långhorningar. Inga underarter finns listade i Catalogue of Life.